# Chalchiuhtlicue

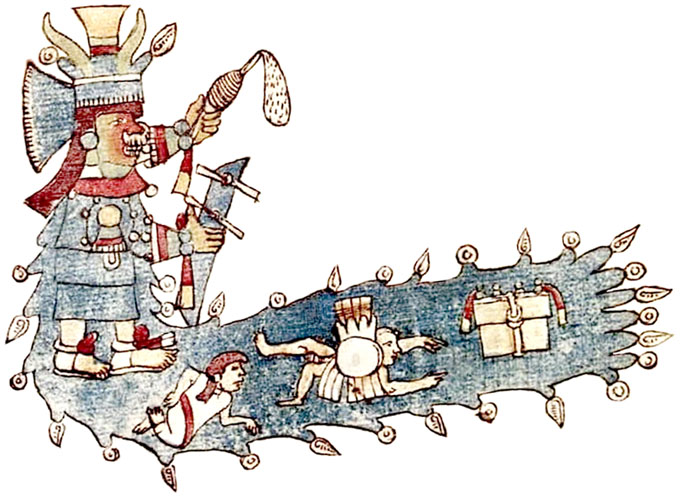
Chalchiuhtlicue från Codex Ríos

Chalchiuhtlicue var en vattengudinna i toltekisk och aztekisk religion, syster och maka till regnguden Tlaloc. Hon var grundvattnens gudinna och härskade över allt vatten på jorden så som hav, sjöar, floder, vattendrag och dammar, och var därför också dopets och barnsbördens gudinna.  Hon tillhörde de mer framträdande gudarna i Mexiko före den spanska erövringen.  